# Wiedźmin: Zmora Wilka
Wiedźmin: Zmora Wilka (ang. The Witcher: Nightmare of the Wolf) – animowany film akcji dark fantasy z 2021 roku, którego reżyserem jest Kwang Il Han, a scenarzystą Beau DeMayo. Film jest zarówno spin-offem jak i prequelem serialu Wiedźmin.
Wiedźmin: Zmora Wilka  został udostępniony na platformie Netflix 23 sierpnia 2021.

## Fabuła
Film opowiada o młodości wiedźmina Vesemira, przyszłego mentora Geralta, który kierował się głównie zyskiem, nie zważając na konsekwencje swych uczynków.

## Obsada
Źródła:
- Theo James jako Vesemir
  - David Errigo Jr. jako młody Vesemir
- Lara Pulver jako Tetra
- Graham McTavish jako Deglan
- Mary McDonnell jako lady Zerbst
- Tom Canton jako Filavandrel
- Matt Yang King jako Luka

## Odbiór

### Reakcja krytyków
Film spotkał się z pozytywną reakcją krytyków. W agregatorze recenzji Rotten Tomatoes 100% z 27 recenzji uznano za pozytywne, a średnia ocen wystawionych na ich podstawie wyniosła 7,1 na 10. Z kolei w agregatorze Metacritic średnia ważona ocen z 5 recenzji wyniosła 67 punktów na 100.